# 甘基當
甘基當為位在緬甸伊洛瓦底省勃生縣甘基当镇区的城市，2014年人口177,990人。該城市為甘基当镇区之行政中心。